# Nanori
Nanori (jap. kanji 名乗り, hiragana なのり) je način na koji se čita japanski znak kanjija. Koristi se kod imena ljudi ili mjesta. Može značiti i samopredstavljanje.
U japanskom se jeziku japanska imena piše običnim kanjijem uz uobičajeno čitanje tih znakova. No nekad se može dogoditi da se u imenima pojave znakovi koji se pojavljuju samo kao dijelovi imena. Neki standardni znakovi posebno se izgovaraju kad se nalaze u imenima. Primjerice, znak 希 znači "nada" ili "rijetko" i čita ga se kao "ki", ponekad kao "ke" ili "mare". Ali kad je to dijelom ženskog imena, izgovori ga se kao Nozomi.
Nerijetko se kombinira nanorijevsko posebno čitanje kanjija s kun'yomijevskim čitanjem kanjija. 
Ipak, nanorijevsko čitanje je često u svezi s općim značenjem kanjija. Čest je slučaj da se radi o starinskom čitanju tog znaka koji je poslije ispao iz uporabe.